# Chris Stewart (scrittore)
Chris Stewart (Crawley, 27 marzo 1951) è uno scrittore e batterista inglese, noto per aver fatto parte, tra i 15 e i 17 anni, della formazione iniziale dei Genesis alla batteria e percussioni.

## Una vita movimentata
Nato a Crawley nel Sussex e vissuto a Guilford, Stewart lasciò la band nell'estate del 1968, a 17 anni, per andare a fare altro in giro per il mondo: ha lavorato in un circo, ha fatto parte dell'equipaggio di uno yacht in Grecia, è stato in Cina per conto delle Rough Guides, ha preso il patentino da pilota a Los Angeles, ha fatto un corso professionale di cucina francese, e ha imparato il mestiere di tosatore di pecore, che continua a fare saltuariamente qua e là per il mondo.
Sul piano umano e culturale è un personaggio tipico di una generazione irrequieta, curiosa, informale, dedita all'empiria e curiosa della gente e del mondo.
Nel 1988 si è stabilito con la moglie in Andalusia, in una fattoria dell'Alpujarra. La sua integrazione nella nuova comunità e nella nuova vita è stata così efficace che nel 2007 Stewart è stato eletto consigliere comunale (per il partito ecologista Los Verdes de Andalucía) del paese di Órgiva nel cui territorio risiede.

## Lo scrittore
La storia di questa evoluzione esistenziale e del reinsediamento della coppia nella comunità agricola andalusa è narrata vivacemente nel libro Driving Over Lemons - An Optimist in Andalucia, pubblicato nel 1999, che in Inghilterra ha venduto 850 000 copie ed è stato rapidamente tradotto in 9 lingue, nel successivo A Parrot in the Pepper Tree: A Sort of Sequel to "Driving Over Lemons (2002) e nel più recente The Almond Blossom Appreciation Society (2006).
Stewart ha inoltre partecipato alla stesura della Rough Guide to Andalucia.

## Libri tradotti in italiano
Di Stewart sono stati pubblicati in traduzione italiana:
- Una casa tra i limoni, Guanda 2000, ISBN 88-502-0112-5 (versione originale: Driving Over Lemons: An Optimist in Andalucia, 1999, ISBN 0-375-41028-7)
- Un pappagallo sull'albero del pepe, TEA 2005

## Opere
- Spain on Your Own: The Balearics and the Canary Islands, 1986
- Discover the Truth at Hand, 1987
- Essentially Israel, 1989
- Una casa tra i limoni, 1999
- Un pappagallo sull'albero del pepe, 2002
- El loro en el Limonero, 2007
- Three Ways to Capzise a Boat, 2009
- Son of the Morning, 2011
- Darkness of This World, 2012
- Spiders from the Shadows, 2013
- Casting Nets:Grow Your Face, 2015
- More Glass Onion Classic, 2017